# Grand Prix automobile de France 2008
GP précédent GP suivant
Le Grand Prix automobile de France 2008 (Formula 1 Grand Prix de France 2008), disputé sur le circuit de Nevers Magny-Cours le 22 juin 2008, est la 793e épreuve du championnat du monde de Formule 1 courue depuis 1950 et la huitième manche du championnat 2008.

## Essais libres

### Vendredi matin
| Pos | Pilote            | Voiture          | Chrono         | Écart   |
| --- | ----------------- | ---------------- | -------------- | ------- |
| 1   | Felipe Massa      | Ferrari          | 1 min 15 s 306 |         |
| 2   | Lewis Hamilton    | McLaren-Mercedes | 1 min 16 s 002 | 0 s 696 |
| 3   | Heikki Kovalainen | McLaren-Mercedes | 1 min 16 s 055 | 0 s 749 |
| 4   | Kimi Räikkönen    | Ferrari          | 1 min 16 s 073 | 0 s 767 |
| 5   | Robert Kubica     | BMW Sauber       | 1 min 16 s 377 | 1 s 071 |
| 6   | Fernando Alonso   | Renault          | 1 min 16 s 400 | 1 s 094 |

### Vendredi après-midi
| Pos | Pilote           | Voiture            | Chrono         | Écart   |
| --- | ---------------- | ------------------ | -------------- | ------- |
| 1   | Fernando Alonso  | Renault            | 1 min 15 s 778 |         |
| 2   | Felipe Massa     | Ferrari            | 1 min 15 s 854 | 0 s 076 |
| 3   | Kimi Räikkönen   | Ferrari            | 1 min 15 s 999 | 0 s 221 |
| 4   | Lewis Hamilton   | McLaren-Mercedes   | 1 min 16 s 232 | 0 s 454 |
| 5   | Sebastian Vettel | Toro Rosso-Ferrari | 1 min 16 s 298 | 0 s 520 |
| 6   | Robert Kubica    | BMW Sauber         | 1 min 16 s 317 | 0 s 539 |

### Samedi matin
| Pos | Pilote           | Voiture            | Chrono         | Écart   |
| --- | ---------------- | ------------------ | -------------- | ------- |
| 1   | Nelsinho Piquet  | Renault            | 1 min 15 s 750 |         |
| 2   | Mark Webber      | Red Bull-Renault   | 1 min 15 s 759 | 0 s 009 |
| 3   | Sebastian Vettel | Toro Rosso-Ferrari | 1 min 15 s 827 | 0 s 077 |
| 4   | Nico Rosberg     | Williams-Toyota    | 1 min 15 s 974 | 0 s 224 |
| 5   | Kimi Räikkönen   | Ferrari            | 1 min 16 s 003 | 0 s 253 |
| 6   | Jarno Trulli     | Toyota             | 1 min 16 s 147 | 0 s 397 |

## Grille de départ
| Pos | Pilote               | Écurie              | Qualifications 1 | Qualifications 2 | Qualifications 3 |
| --- | -------------------- | ------------------- | ---------------- | ---------------- | ---------------- |
| 1   | Kimi Räikkönen       | Ferrari             | 1 min 15 s 133   | 1 min 15 s 161   | 1 min 16 s 449   |
| 2   | Felipe Massa         | Ferrari             | 1 min 15 s 024   | 1 min 15 s 041   | 1 min 16 s 490   |
| 3   | Fernando Alonso      | Renault             | 1 min 15 s 754   | 1 min 15 s 483   | 1 min 16 s 840   |
| 4   | Jarno Trulli         | Toyota              | 1 min 15 s 521   | 1 min 15 s 362   | 1 min 16 s 920   |
| 5   | Robert Kubica        | BMW Sauber          | 1 min 15 s 687   | 1 min 15 s 723   | 1 min 17 s 037   |
| 6   | Mark Webber          | Red Bull-Renault    | 1 min 16 s 020   | 1 min 15 s 488   | 1 min 17 s 233   |
| 7   | David Coulthard      | Red Bull-Renault    | 1 min 15 s 802   | 1 min 15 s 654   | 1 min 17 s 426   |
| 8   | Timo Glock           | Toyota              | 1 min 15 s 727   | 1 min 15 s 558   | 1 min 17 s 596   |
| 9   | Nelsinho Piquet      | Renault             | 1 min 15 s 848   | 1 min 15 s 770   |                  |
| 10  | Heikki Kovalainen    | McLaren-Mercedes    | 1 min 15 s 965   | 1 min 15 s 639   | 1 min 16 s 944   |
| 11  | Nick Heidfeld        | BMW Sauber          | 1 min 16 s 006   | 1 min 15 s 786   |                  |
| 12  | Sebastian Vettel     | Toro Rosso-Ferrari  | 1 min 15 s 918   | 1 min 15 s 816   |                  |
| 13  | Lewis Hamilton       | McLaren-Mercedes    | 1 min 15 s 634   | 1 min 15 s 293   | 1 min 16 s 693   |
| 14  | Sébastien Bourdais   | Toro Rosso-Ferrari  | 1 min 16 s 072   | 1 min 16 s 045   |                  |
| 15  | Kazuki Nakajima      | Williams-Toyota     | 1 min 16 s 243   |                  |                  |
| 16  | Jenson Button        | Honda               | 1 min 16 s 306   |                  |                  |
| 17  | Giancarlo Fisichella | Force India-Ferrari | 1 min 16 s 971   |                  |                  |
| 18  | Adrian Sutil         | Force India-Ferrari | 1 min 17 s 053   |                  |                  |
| 19  | Nico Rosberg         | Williams-Toyota     | 1 min 16 s 085   | 1 min 16 s 235   |                  |
| 20  | Rubens Barrichello   | Honda               | 1 min 16 s 330   |                  |                  |

Notes : 

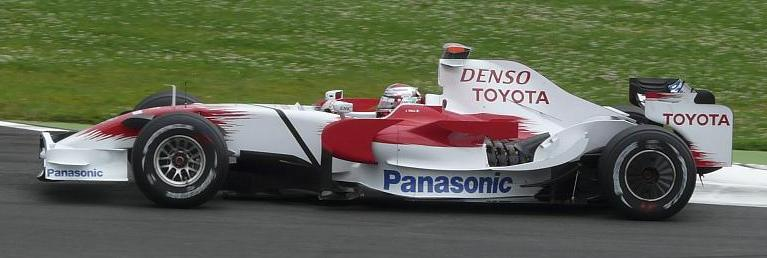
Premier podium pour Jarno Trulli (Toyota) depuis le GP d'Espagne 2005.

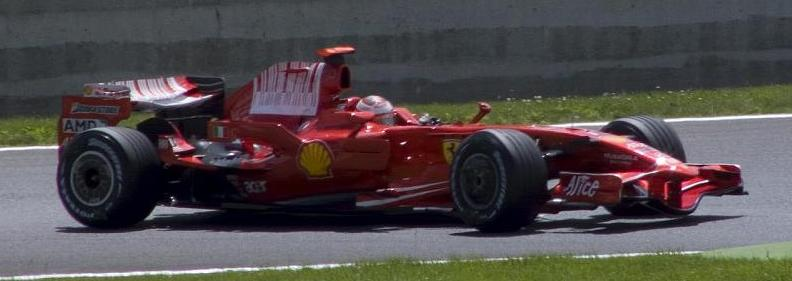
Kimi Räikkönen, deuxième après avoir été ralenti par un échappement endommagé.

- Lewis Hamilton et Nico Rosberg, respectivement auteurs des 3e et 15e temps ont été pénalisés de dix places sur la grille pour avoir provoqué un accident à la sortie des stands lors du Grand Prix du Canada deux semaines plus tôt[1].
- Heikki Kovalainen a été pénalisé de cinq places pour avoir gêné Mark Webber lors des qualifications. Auteur du sixième temps, et compte tenu de la pénalité d'Hamilton, il s'est donc élancé de la dixième place sur la grille[2].
- Crédité du 18e temps, Rubens Barrichello a été pénalisé et s'est donc élancé en fond de grille pour avoir changé de boîte de vitesses après les qualifications[3].

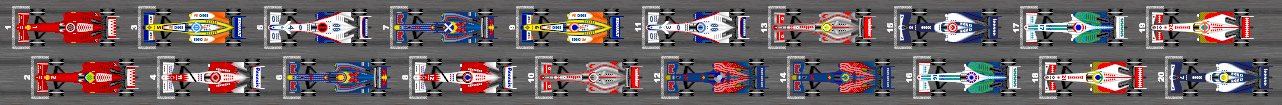
La grille de départ du Grand Prix

## Course

### Déroulement de l'épreuve
Les Ferrari de Kimi Räikkönen et Felipe Massa monopolisent la première ligne de la grille de départ et profitent de la baisse de forme des BMW Sauber et des soucis des pilotes McLaren : Lewis Hamilton qualifié à la 13e place à la suite de sa pénalité de dix places pour avoir provoqué un accident au Canada et Heikki Kovalainen qualifié onzième après une pénalité de cinq places pour avoir gêné Mark Webber.
Dès les premiers tours Räikkönen et Massa creusent l'écart sur le reste du peloton dans lequel Hamilton tente de remonter. Sa progression s'achève à la suite d'un drive-through pour avoir dépassé un pilote en coupant une chicane ; l'Anglais terminera la course en dixième position.
En tête de course, Räikkönen semble tenir Massa à distance jusqu'à ce qu'une rupture d'échappement fasse perdre 50 à 70 chevaux à son moteur. Le Finlandais échappe à une réprimande de la direction de course qui, pour raison de sécurité, aurait pu lui enjoindre de rentrer aux stands pour réparation. Il n'est toutefois plus en mesure de résister à Massa qui s'empare de la tête de la course et décroche la huitième victoire de sa carrière.
Räikkönen parvient tout de même à sauver sa deuxième place (79e doublé de la Scuderia) tandis que la troisième marche du podium revient à Jarno Trulli, sorti vainqueur d'une passe d'armes en fin de course avec Heikki Kovalainen. Robert Kubica se classe cinquième devant Mark Webber et Nelsinho Piquet qui inscrit ses premiers points en championnat du monde en devançant son coéquipier Fernando Alonso.

### Classement de la course

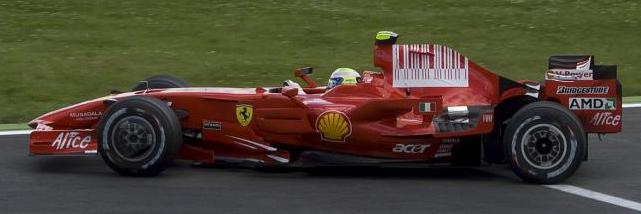
Troisième victoire de la saison pour Felipe Massa qui prend la tête du championnat pour la première fois de sa carrière.

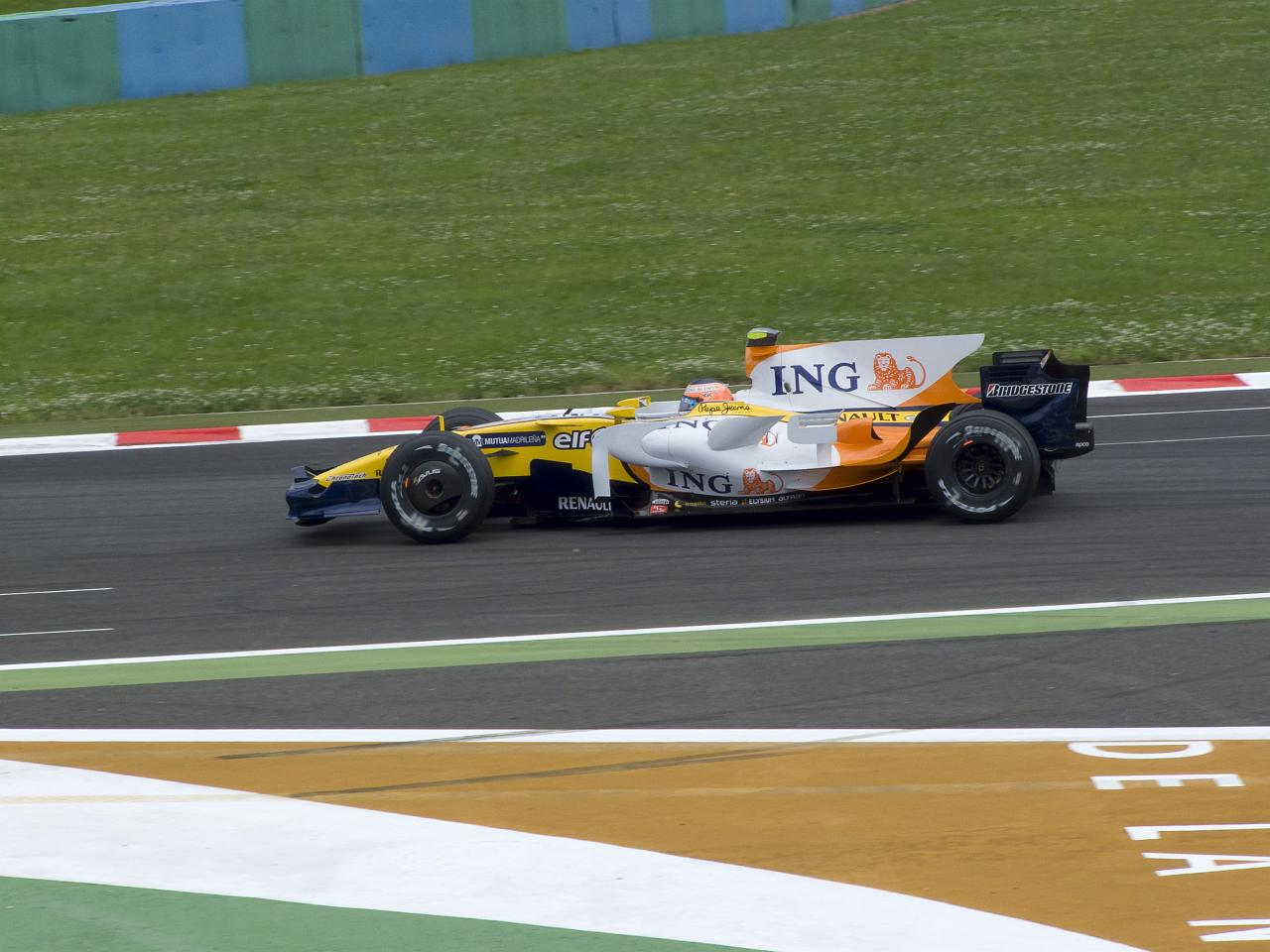
Premiers points pour Nelsinho Piquet.

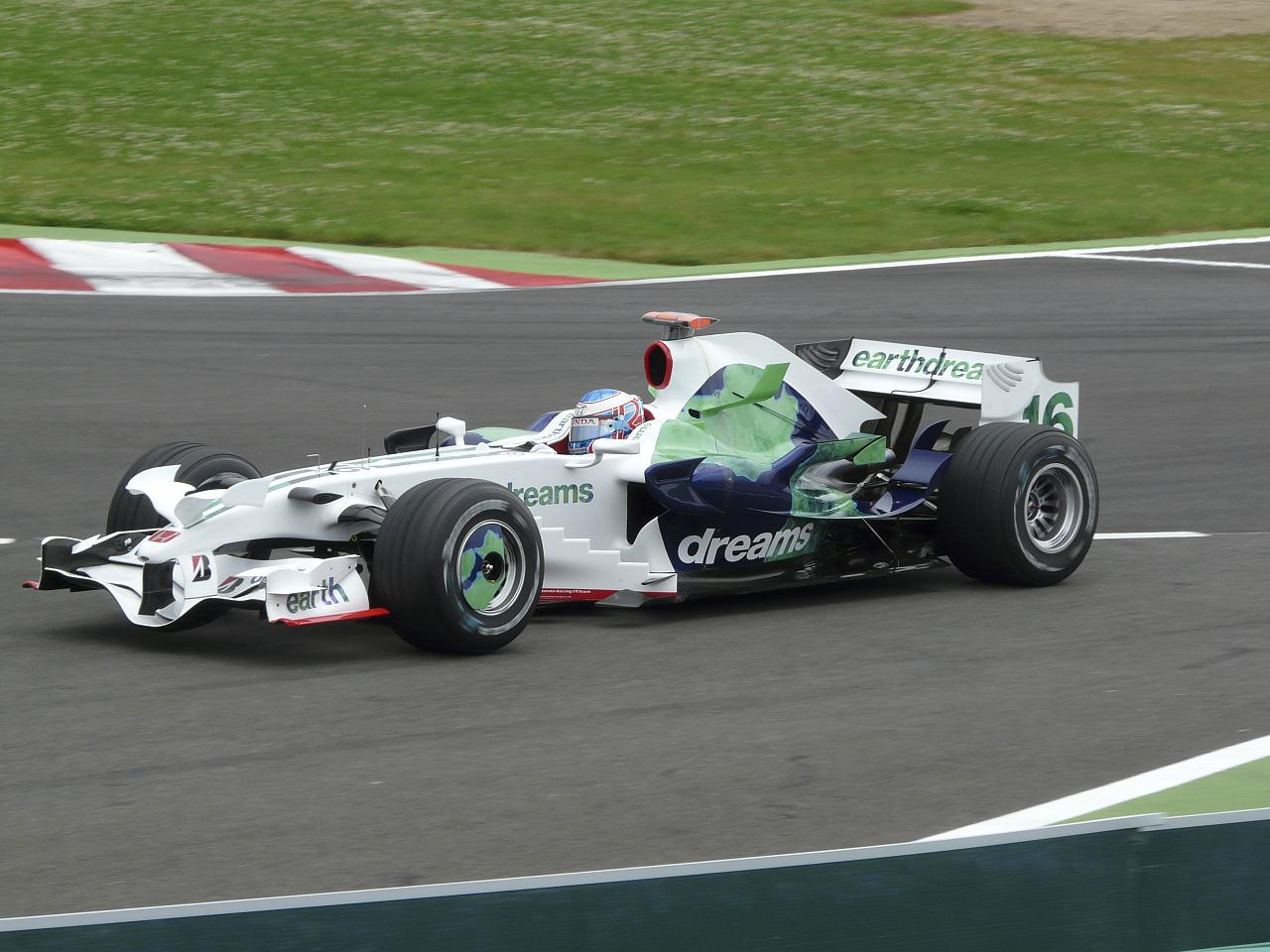
Jenson Button, seul pilote à abandonner, à cause d'un aileron avant endommagé.

| Pos  | No | Pilote               | Écurie              | Tours | Temps/Abandon                      | Grille | Points |
| ---- | -- | -------------------- | ------------------- | ----- | ---------------------------------- | ------ | ------ |
| 1    | 2  | Felipe Massa         | Ferrari             | 70    | 1 h 31 min 50 s 245 (201,608 km/h) | 2      | 10     |
| 2    | 1  | Kimi Räikkönen       | Ferrari             | 70    | + 17 s 984                         | 1      | 8      |
| 3    | 11 | Jarno Trulli         | Toyota              | 70    | + 28 s 250                         | 4      | 6      |
| 4    | 23 | Heikki Kovalainen    | McLaren-Mercedes    | 70    | +28 s 929                          | 10     | 5      |
| 5    | 4  | Robert Kubica        | BMW Sauber          | 70    | + 30 s 512                         | 5      | 4      |
| 6    | 10 | Mark Webber          | Red Bull-Renault    | 70    | + 40 s 304                         | 6      | 3      |
| 7    | 6  | Nelsinho Piquet      | Renault             | 70    | + 41 s 033                         | 9      | 2      |
| 8    | 5  | Fernando Alonso      | Renault             | 70    | + 43 s 372                         | 3      | 1      |
| 9    | 9  | David Coulthard      | Red Bull-Renault    | 70    | + 51 s 021                         | 7      |        |
| 10   | 22 | Lewis Hamilton       | McLaren-Mercedes    | 70    | + 54 s 538                         | 13     |        |
| 11   | 12 | Timo Glock           | Toyota              | 70    | + 57 s 700                         | 8      |        |
| 12   | 15 | Sebastian Vettel     | Toro Rosso-Ferrari  | 70    | + 58 s 065                         | 12     |        |
| 13   | 3  | Nick Heidfeld        | BMW Sauber          | 70    | + 1 min 02 s 079                   | 11     |        |
| 14   | 17 | Rubens Barrichello   | Honda               | 69    | + 1 tour                           | 20     |        |
| 15   | 8  | Kazuki Nakajima      | Williams-Toyota     | 69    | + 1 tour                           | 15     |        |
| 16   | 7  | Nico Rosberg         | Williams-Toyota     | 69    | + 1 tour                           | 19     |        |
| 17   | 14 | Sébastien Bourdais   | Toro Rosso-Ferrari  | 69    | + 1 tour                           | 14     |        |
| 18   | 21 | Giancarlo Fisichella | Force India-Ferrari | 69    | + 1 tour                           | 17     |        |
| 19   | 20 | Adrian Sutil         | Force India-Ferrari | 69    | + 1 tour                           | 18     |        |
| Abd. | 16 | Jenson Button        | Honda               | 16    | Dommages à la suite d'un accident  | 16     |        |

- Légende : Abd.=Abandon

### Pole position et record du tour
- Pole position :  Kimi Räikkönen (Ferrari) en 1 min 16 s 449 (207,715 km/h). Le meilleur temps des qualifications a quant à lui été établi par Felipe Massa lors de la Q1 en 1 min 15 s 024.
- Meilleur tour en course :  Kimi Räikkönen (Ferrari) en 1 min 16 s 630 (207,224 km/h) au seizième tour.

### Tours en tête
- Kimi Räikkönen (Ferrari) : 36 tours (1-21 / 24-38).
- Felipe Massa (Ferrari) : 34 tours (22-23 / 39-70).

## Classements généraux à l'issue de la course
| Pos | Pilote               | Écurie              | Points |
| --- | -------------------- | ------------------- | ------ |
| 1   | Felipe Massa         | Ferrari             | 48     |
| 2   | Robert Kubica        | BMW Sauber          | 46     |
| 3   | Kimi Räikkönen       | Ferrari             | 43     |
| 4   | Lewis Hamilton       | McLaren-Mercedes    | 38     |
| 5   | Nick Heidfeld        | BMW Sauber          | 28     |
| 6   | Heikki Kovalainen    | McLaren-Mercedes    | 20     |
| 7   | Jarno Trulli         | Toyota              | 18     |
| 8   | Mark Webber          | Red Bull-Renault    | 18     |
| 9   | Fernando Alonso      | Renault             | 10     |
| 10  | Nico Rosberg         | Williams-Toyota     | 8      |
| 11  | Kazuki Nakajima      | Williams-Toyota     | 7      |
| 12  | David Coulthard      | Red Bull-Renault    | 6      |
| 13  | Timo Glock           | Toyota              | 5      |
| 14  | Sebastian Vettel     | Toro Rosso-Ferrari  | 5      |
| 15  | Rubens Barrichello   | Honda               | 5      |
| 16  | Jenson Button        | Honda               | 3      |
| 17  | Nelsinho Piquet      | Renault             | 2      |
| 18  | Sebastien Bourdais   | Toro Rosso-Ferrari  | 2      |
| 19  | Giancarlo Fisichella | Force India-Ferrari | 0      |
| 20  | Adrian Sutil         | Force India-Ferrari | 0      |
| 21  | Takuma Satō          | Super Aguri-Honda   | 0      |
| 22  | Anthony Davidson     | Super Aguri-Honda   | 0      |

| Pos | Écurie              | Points |
| --- | ------------------- | ------ |
| 1   | Ferrari             | 91     |
| 2   | BMW Sauber          | 74     |
| 3   | McLaren-Mercedes    | 58     |
| 4   | Red Bull-Renault    | 24     |
| 5   | Toyota              | 23     |
| 6   | Williams-Toyota     | 15     |
| 7   | Renault             | 12     |
| 8   | Honda               | 8      |
| 9   | Toro Rosso-Ferrari  | 7      |
| 10  | Force India-Ferrari | 0      |
| 11  | Super Aguri-Honda   | 0      |

## Statistiques
- 16e pole position de sa carrière pour Kimi Räikkönen.
- 8e victoire de sa carrière pour Felipe Massa.
- 200e pole position pour la Scuderia Ferrari.
- 206e victoire pour Ferrari en tant que constructeur et motoriste.
- 79e doublé pour Ferrari en tant que constructeur et motoriste.
- 1ers points en championnat du monde pour Nelson Angelo Piquet.
- En terminant huitième de la course, Fernando Alonso inscrit son 500e point en Formule 1.
- En terminant troisième de la course, Jarno Trulli passe la barre des 200 points en Formule 1 (201 points inscrits).
- En menant l'épreuve pendant 34 tours, soit 150 km, Felipe Massa passe la barre des 3 000 km en tête d'un Grand Prix (3 013 km).
- Jenson Button est le seul pilote à avoir abandonné.
- L'ensemble du personnel de l'écurie Toyota portait le deuil d'Ove Andersson, fondateur et ancien directeur du Toyota Team Europe, chargé de l'engagement officiel des Toyota en championnat du monde des rallyes, aux 24 heures du Mans puis dans le championnat du monde de Formule 1.